# Cabinet Kiesinger
 (février 2019).
Si vous disposez d'ouvrages ou d'articles de référence ou si vous connaissez des sites web de qualité traitant du thème abordé ici, merci de compléter l'article en donnant les références utiles à sa vérifiabilité et en les liant à la section « Notes et références ».
RFA
Erhard II Brandt I
Le cabinet Kiesinger (en allemand : Kabinett Kiesinger) est le gouvernement fédéral de la République fédérale d'Allemagne entre le 1er décembre 1966 et le 21 octobre 1969, durant la cinquième législature du Bundestag.

## Historique du mandat
Dirigé par le nouveau chancelier fédéral chrétien-démocrate Kurt Georg Kiesinger, précédemment ministre-président de Bade-Wurtemberg, ce gouvernement est constitué et soutenu par une « grande coalition » entre le Parti social-démocrate d'Allemagne (SPD), l'Union chrétienne-démocrate d'Allemagne (CDU) et l'Union chrétienne-sociale en Bavière (CSU). Ensemble, ils disposent de 447 députés sur 496, soit 90,1 % des sièges du Bundestag.
Il est formé à la suite de la démission de Ludwig Erhard, au pouvoir depuis octobre 1963.
Il succède donc au cabinet Erhard II, constitué et soutenu par une « coalition noire-jaune » entre la CDU/CSU et le Parti libéral-démocrate (FDP).

### Formation
Alors qu'Erhard est affaibli par le recul de la CDU en Rhénanie-du-Nord-Westphalie et la récession, le FDP décide à la fin du mois d'octobre 1966 de quitter le cabinet. Les chrétiens-démocrates décident de remplacer le chancelier et le groupe CDU/CSU au Bundestag s'accorde le 10 novembre sur le nom de Kiesinger, au pouvoir depuis 1958 dans le Land de Bade-Wurtemberg, au détriment de Gerhard Schröder et Rainer Barzel. Des négociations parallèles sont menées avec les libéraux-démocrates et les sociaux-démocrates. Alors que les discussions avec le FDP s'achèvent sur un constat d'échec le 25 novembre, celles avec le SPD se concluent sur un succès dès le lendemain. 
Le 1er décembre, un jour après que Ludwig Erhard a présenté sa démission officielle, le président fédéral Heinrich Lübke soumet la candidature de Kurt Georg Kiesinger au Bundestag. Il l'emporte par 340 voix pour et 156 contre, soit 91 de plus que la majorité constitutionnelle requise. Il faudra attendre l'investiture de 2013 pour que ce résultat soit dépassé. Il présente son cabinet le jour même, qui compte 19 ministres fédéraux dont neuf issus du Parti social-démocrate, qui intègre pour la première fois le gouvernement fédéral.
Au cours de l'élection présidentielle du 5 mars 1969 s'affrontent deux ministres fédéraux, le chrétien-démocrate Gerhard Schröder et le social-démocrate Gustav Heinemann. Aux deux premiers tours de scrutin, aucun des deux ne remporte la majorité absolue, mais Heinemann distance systématiquement Schröder. Au troisième tour, le candidat du SPD l'emporte de six voix avec l'appui du FDP.

### Succession
Quelques mois plus tard ont lieu les élections législatives fédérales du 28 septembre 1969. Bien que la CDU/CSU rate la majorité absolue de sept sièges, elle est renvoyée dans l'opposition lorsque le Parti social-démocrate et le Parti libéral-démocrate constituent la première « coalition sociale-libérale » fédérale. Le vice-chancelier et ministre fédéral des Affaires étrangères Willy Brandt peut alors former son premier cabinet.

## Composition
- Les nouveaux ministres sont indiqués en gras, ceux ayant changé d'attribution en italique.

| Fonction                                                             | Nom | Nom                                                                                  | Parti |
| -------------------------------------------------------------------- | --- | ------------------------------------------------------------------------------------ | ----- |
| Chancelier fédéral                                                   |     | Kurt Georg Kiesinger                                                                 | CDU   |
| Vice-chancelier Ministre fédéral des Affaires étrangères             |     | Willy Brandt                                                                         | SPD   |
| Ministre fédéral de l'Intérieur                                      |     | Paul Lücke (jusqu’au 02/04/1968) Ernst Benda                                         | CDU   |
| Ministre fédéral de la Justice                                       |     | Gustav Heinemann (jusqu’au 26/03/1969) Horst Ehmke                                   | SPD   |
| Ministre fédéral des Finances                                        |     | Franz Josef Strauß                                                                   | CSU   |
| Ministre fédéral de l'Économie                                       |     | Karl Schiller                                                                        | SPD   |
| Ministre fédéral de l'Alimentation, de l'Agriculture et des Forêts   |     | Hermann Höcherl                                                                      | CSU   |
| Ministre fédéral du Travail et de l'Ordre social                     |     | Hans Katzer                                                                          | CDU   |
| Ministre fédéral de la Défense                                       |     | Gerhard Schröder                                                                     | CDU   |
| Ministre fédéral des Transports                                      |     | Georg Leber                                                                          | SPD   |
| Ministre fédéral des Postes et des Télécommunications                |     | Werner Dollinger                                                                     | CSU   |
| Ministre fédéral du Logement et de l'Urbanisme                       |     | Lauritz Lauritzen                                                                    | SPD   |
| Ministre fédéral des Expulsés, des Réfugiés et des Blessés de guerre |     | Kai-Uwe von Hassel (jusqu’au 05/02/1969) Heinrich Windelen (à partir du 07/02/1969)  | CDU   |
| Ministre fédéral des Questions pan-allemandes                        |     | Herbert Wehner                                                                       | SPD   |
| Ministre fédéral des Affaires du Conseil fédéral et des Länder       |     | Carlo Schmid                                                                         | SPD   |
| Ministre fédéral de la Recherche scientifique                        |     | Gerhard Stoltenberg                                                                  | CDU   |
| Ministre fédéral de la Famille et de la Jeunesse                     |     | Bruno Heck (jusqu'au 02/10/1968) Aenne Brauksiepe (à partir du 16/10/1968)           | CDU   |
| Ministre fédéral du Trésor                                           |     | Kurt Schmücker                                                                       | CDU   |
| Ministre fédéral des Affaires sanitaires                             |     | Käte Strobel                                                                         | SPD   |
| Ministre fédéral de la Coopération économique                        |     | Hans-Jürgen Wischnewski (jusqu'au 02/10/1968) Erhard Eppler (à partir du 16/10/1968) | SPD   |